# Quermany Gros
El Quermany Gros és una muntanya de 227 metres que es troba al municipi de Pals, a la comarca catalana del Baix Empordà.
Aquest cim està inclòs al llistat dels 100 cims de la Federació d'Entitats Excursionistes de Catalunya. 
La muntanya del Quermany, amb els seus dos cims, al Quermany Gros i el Quermany Petit, és un dels darrers contraforts del massís de Begur.
Al seu voltant hi havia mines d'on s'extreien argiles especials que eren emprades a la indústria de la ceràmica de la Bisbal d'Empordà. Es van tancar a la dècada de 1950.
Ventura Ametller va situar-hi la seva obra Summa kaòtica (1986).